# Charaxes boueti
Charaxes boueti är en fjärilsart som beskrevs av Joachim Francois Philiberto de Feisthamel 1850. Charaxes boueti ingår i släktet Charaxes och familjen praktfjärilar. Inga underarter finns listade i Catalogue of Life.